# Homaspis analis
Homaspis analis là một loài tò vò trong họ Ichneumonidae.